# 札幌国際プラザ
公益財団法人札幌国際プラザ（こうえきざいだんほうじんさっぽろこくさいプラザ）は、札幌市で開催されるコンベンション事業の推進、国際交流の促進を目的とした団体。

## 目的と主要業務
公益財団法人札幌国際プラザは1991年（平成3年）7月31日に北海道運輸局と北海道の許可を受け、設立された公益法人である。
北海道知事の認定を受け、2011年（平成23年）4月1日に公益財団法人へ移行した。

### 目的
国際都市札幌の実現を目ざし、札幌の有する歴史、文化、風土その他の地域特性を生かした多様な交流の振興を図るとともに、多文化共生を推進し、もって地域の発展と世界の平和に寄与することを目的とする。

### 主要業務
1. 多様な国際交流や国際協力の促進
2. 異なる文化を理解し、共生する街づくりの推進
3. 国際的な人材の育成
4. 国際都市札幌の魅力の発信
5. その他この法人の目的を達成するために必要な事業

## 沿革
- 1987年6月17日 任意団体札幌国際交流プラザ運営委員会設立
- 1987年6月23日 中央区北1条西3丁目札幌MNビル3階に札幌国際交流プラザ開設
- 1989年9月1日　国際情報コーナーをライラックパセオ（JR札幌駅構内）に開設
- 1990年1月23日 自治省(現総務省)より地域国際化協会として認定を受ける
- 1990年7月27日 札幌天神山国際ハウスを札幌市より受託管理開始 （2008年3月31日閉館により事業終了）
- 1991年7月31日 北海道運輸局、北海道より財団法人設立の許可を受け「財団法人札幌国際プラザ」設立
- 1992年2月1日 札幌MNビル1階にプラザi開設
- 1992年7月1日 プラザiが国際観光振興会（現国際観光振興機構）の「i案内所」の指定を受ける
- 1994年2月8日 ジェトロとの連携事業として「北海道輸入促進センター」を開設(2003年事業終了)
- 1996年4月14日 世界貿易センター連合（WTCA）に加盟（2005年1月28日退会）
- 1996年10月1日　世界貿易センター・サッポロ（WTCサッポロ）開設（2005年3月31日事業終了）
- 2002年4月1日 国際情報コーナーを札幌ステラプレイス内に移転、「i案内所」の指定を受ける。
- 2003年4月1日 さっぽろフィルムコミッション開設 （2010年3月31日事業終了）
- 2003年6月1日 札幌コンベンションセンター開業に伴う管理業務受託開始（2006年3月31日受託終了）
- 2005年4月1日 プラザiを札幌MNビル1階から3階に移転し、交流サロンと統合。国際情報コーナーをビジターズインフォに名称変更（2007年1月31日閉館）
- 2011年4月1日 公益財団法人に移行
- 2017年6月 開設30周年
- 2021年7月 法人設立30周年

## 関連団体
- 札幌姉妹都市協会